# Symplocos spectabilis
Symplocos spectabilis là một loài thực vật có hoa trong họ Dung. Loài này được Brand miêu tả khoa học đầu tiên năm 1901.